# Hermann Pörzgen
Hermann Pörzgen auch: Poerzgen (geboren 7. Mai 1905 in Kiel; gestorben 3. Dezember 1976 in Moskau) war ein deutscher Journalist.

## Leben
Hermann Pörzgen studierte seit 1924 Theaterwissenschaften und Philologie in Hamburg, Riga, Berlin und Köln und wurde 1936 promoviert. Seit 1929 war er Mitarbeiter und ab 1934 außenpolitischer Redakteur der Frankfurter Zeitung, die ihn zunächst nach Prag und Warschau entsandte. Am 3. November 1938 beantragte er die Aufnahme in die NSDAP und wurde zum 1. Dezember desselben Jahres aufgenommen (Mitgliedsnummer 6.997.186). Von 1937 bis 1941 war Pörzgen Auslandskorrespondent der Frankfurter Zeitung in Moskau, dort zeitweilig auch Vertreter des DNB, und wurde nach Kriegsausbruch 1941 zusammen mit dem deutschen Botschaftspersonal interniert und dann ausgetauscht. Im März 1942 wurde er in den Auswärtigen Dienst des Großdeutschen Reiches aufgenommen und wurde im Generalkonsulat in Tanger als Pressereferent eingesetzt. Aus Spanisch-Marokko berichtete er auch für die Wochenzeitung Das Reich und unterließ es auch nicht, mit rassistischen Untertönen den Antisemitismus der Leser zu fördern. Im Juni 1944 wurde er stellvertretender Pressereferent im besetzten Frankreich in Vichy und wechselte noch als Presseattaché nach Sofia, wo er in sowjetische Gefangenschaft geriet. Pörzgens Berichterstattung aus der Sowjetunion in den dreißiger Jahren, ja selbst private Fahrten in die Leningrader Eremitage wurden ihm als Spionage ausgelegt. Er habe „Artikel verleumderischen Charakters geschrieben“ – seine „antisowjetische“ Haltung sei offenbar, notierten die Untersuchungsrichter. Pörzgen wurde zu 15 Jahren Haft verurteilt; auch seine Gnadengesuche blieben erfolglos.
Er kam erst 1955 mit den letzten Kriegsgefangenen wieder nach Deutschland. Er nahm seine journalistische Arbeit wieder auf, schrieb für die Frankfurter Allgemeine Zeitung einen Bericht über seinen Besuch im KZ Auschwitz und forderte von der westdeutschen Justiz die energischere Strafverfolgung des KZ-Arztes Carl Clauberg. 1956 kehrte er als Korrespondent der FAZ nach Moskau zurück. Aus seinen Korrespondentenberichten entstanden für die Leser in der Bundesrepublik eine Reihe von Büchern über die Sowjetunion.
Pörzgens Rußlandreportage Ein Land ohne Gott aus dem Jahr 1936 wurde 1946 in der SBZ in die Liste der auszusondernden Literatur gestellt. Bereits 1936 hatte Theodor Balk in einer Rezension in der Emigrantenzeitschrift Die Neue Weltbühne zu dem „geschickt gemachten Buch“ konstatiert: „Herr Poerzgen, Sie haben gelogen.“
Pörzgen erhielt 1965 das Bundesverdienstkreuz 1. Klasse und im Jahr 1972 den Theodor-Wolff-Preis.

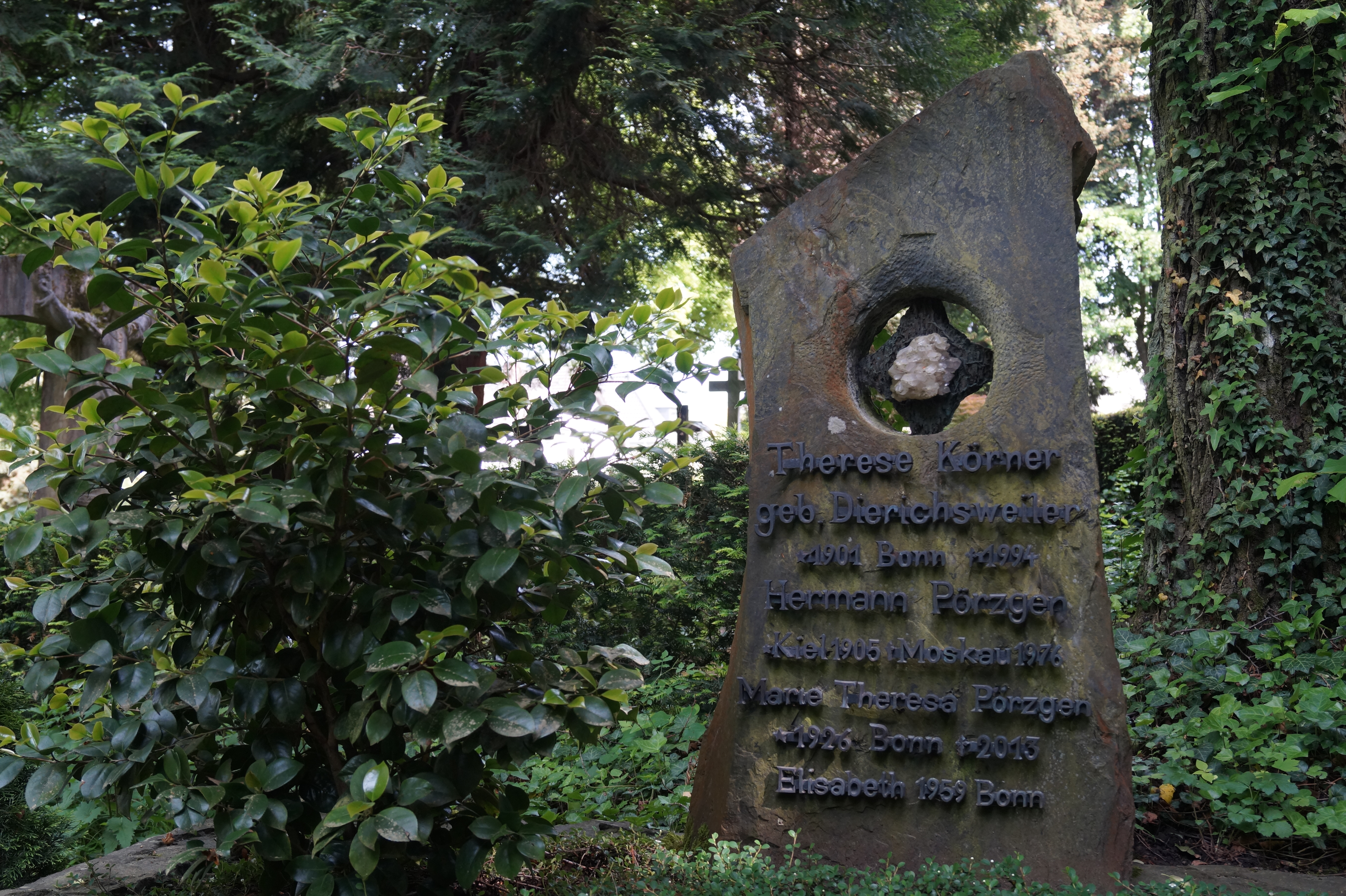
Grabstätte auf dem Kessenicher Bergfriedhof

Pörzgen war in erster Ehe mit der Autorin Gisela Döhrn verheiratet, die in der Zeit des Nationalsozialismus an seiner Seite Berichte aus der Sowjetunion und aus Marokko schrieb und die nach der Scheidung von Pörzgen in der Bundesrepublik unter dem Pseudonym Gisela Bonn an der Seite von Giselher Wirsing eine zweite Karriere als Publizistin machte. Aus Pörzgens zweiter Ehe mit Marie Theresia Körner stammen die Töchter Maria Theresia Pörzgen und Gemma Pörzgen (* 1962).

## Schriften
- 100mal Hundertmal Sowjetunion. Piper, München 1972.
- Aus Moskau berichtet. Frankfurter Allgemeine, Frankfurt a. M. 1969.
- Russland unter Hammer und Sichel. Bertelsmann, Gütersloh 1967.
- Die sowjetische Windrose. Rheinische Verlags-Anstalt, Wiesbaden 1964.
- So lebt man in Moskau. List, München 1958.
- Ein Land ohne Gott. Eindrücke einer Rußlandreise. Societäts-Verlag, Frankfurt a. M. 1936.
- Theater als Waffengattung. Das deutsche Fronttheater im Weltkrieg 1914–1920. Societäts-Verlag, Frankfurt a. M. 1935. (Diss. Köln 1935)
- Theater ohne Frau. Ost-Europa-Verlag, Königsberg 1933